# Coreb (heroi)
Coreb (en grec antic Κόροιβος) va ser, segons la mitologia grega un heroi de l'Argòlida que va fundar la ciutat de Mègara.
Quan Crotop era el rei d'Argos, la seva filla Psàmate va ser estimada per Apol·lo i li donà un fill, Linos. Psàmate, per por del seu pare, va abandonar l'infant a la muntanya. Però Crotop va conèixer els fets, i sense creure que havia estat Apol·lo el que deixà embarassada la seva filla, va enviar uns gossos perquè es mengessin el nen i va fer-la enterrar viva. Irritat, Apol·lo va enviar un monstre anomenat Pena (és a dir "càstig"), perquè devorés els fills dels habitants d'Argos. Llavors, un jove del país anomenat Coreb, va lluitar contra el monstre i el va matar. Però una altra plaga va caure sobre els argius. Coreb, veient que això significava una voluntat divina, va anar a Delfos a oferir al déu la reparació que fos necessària per haver matat Pena en contra de la seva voluntat. L'oracle li va dir que no tornés a Argos, sinó que agafés de Delfos un trípode sagrat i se'l carregués a les espatlles i fes camí. Quan el trípode li caigués, s'havia d'aturar i en aquell lloc fundar una ciutat. El trípode va caure i Coreb fundà la ciutat de Mègara. A la plaça d'aquesta ciutat s'ensenyava la seva tomba.